# Naaldwijk
Naaldwijk (Westlands: Naluk/Nalek) is een plaats met 22.720 inwoners (2023) in de provincie Zuid-Holland en ligt in de gemeente Westland en in het hart van de streek het Westland. De grootste economische motor is de glastuinbouw. In het naastgelegen dorp Honselersdijk zetelt de grootste bloemenveiling ter wereld, FloraHolland.
Tot 1 januari 2004 was Naaldwijk de hoofdplaats van de gelijknamige gemeente, die ook Honselersdijk en Maasdijk omvatte. Op 1 januari 2004 ging de gemeente Naaldwijk met de buurgemeenten De Lier, 's-Gravenzande, Monster en Wateringen op in de gemeente Westland door de gemeentelijke herindeling Westland. In Naaldwijk is het gemeentehuis van gemeente Westland gevestigd waar zich publieke zaken als loketten, sociale dienst etc. bevinden.

## Ligging
Naaldwijk ligt in het westen van de provincie Zuid-Holland, ten zuiden van Den Haag. De plaats ligt in het centrum van de regio het Westland en de gemeente Westland. Ze grenst in het noorden aan de plaats Monster, in het oosten aan De Lier en Honselersdijk, in het westen aan 's-Gravenzande en in het zuiden aan Maasdijk. De grens wordt voornamelijk gevormd door natuurlijke waterlopen zoals de Poelwatering, Groote Gantel en het Zwethkanaal. Tot de voormalige gemeente behoorde naast het dorp Naaldwijk ook Honselersdijk, Maasdijk en het gehucht Mariëndijk.

## Geschiedenis

### Romeinse tijd

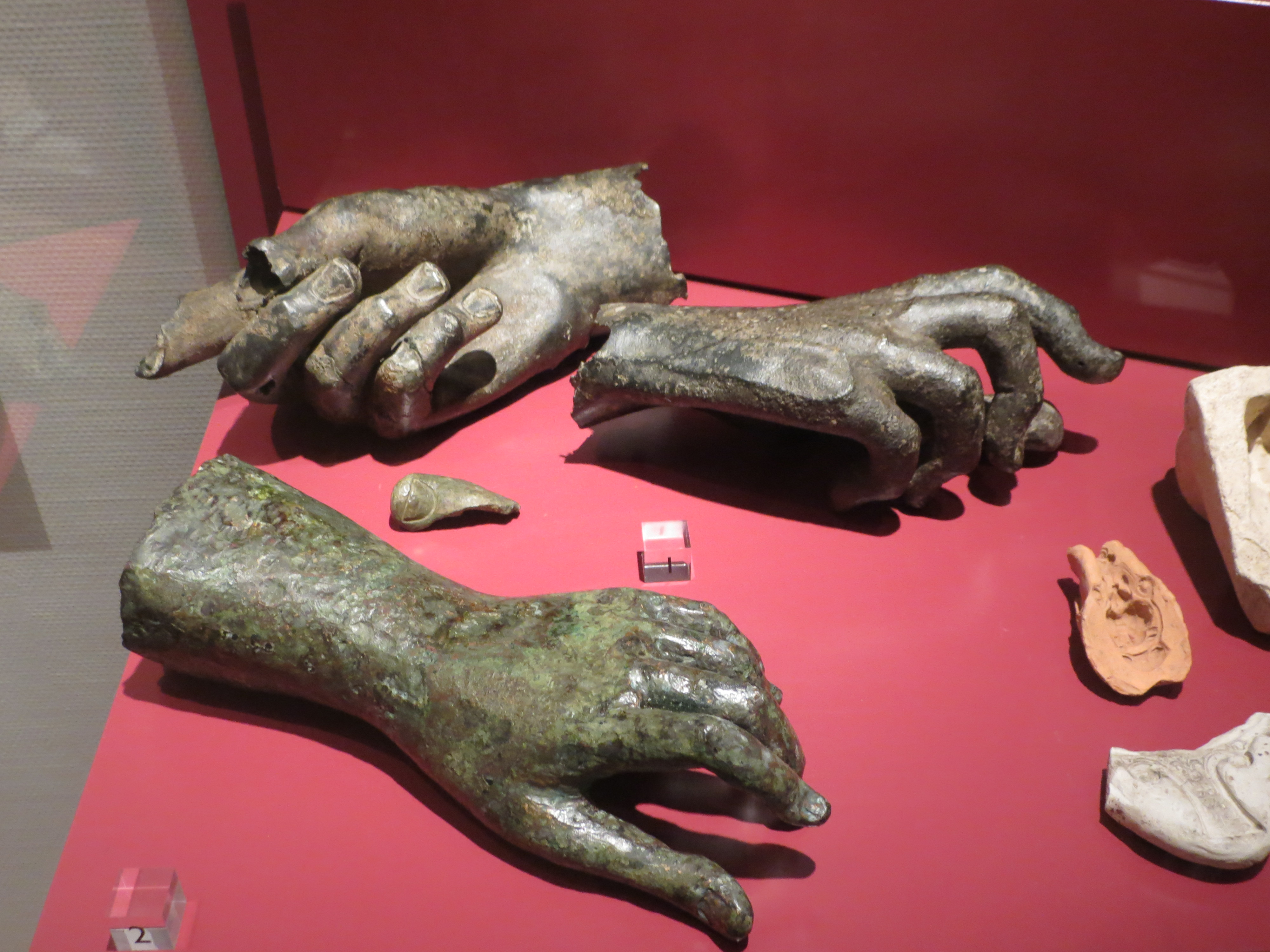
Rechtsachter, de Romeinse bronzen hand die in Naaldwijk is gevonden.

In de Romeinse tijd liep de Maas langs Naaldwijk. Aan de Zuidweg (opgraving "Naaldwijk II") is in 2004 een deel van een bronzen plaat gevonden, vermoedelijk een fragment van een sokkel van een standbeeld van keizer Claudius. Vanaf Naaldwijk liep in de Romeinse tijd het Kanaal van Corbulo naar de Rijn bij Leiden. Deze begon waarschijnlijk waar de Lee uitmondde in de Maas en liep via het Vlietje in de Vlietpolder en langs de Middelbroekweg richting Voorburg. De Middelbroekweg maakte tevens deel uit van een belangrijke Romeinse weg. In verband met vondsten van bouwmateriaal met stempels van Classis Germanica (Germaanse vloot) en de tekst CLASSISAV(GVSTA) op de bronzen plaat van 2004 wordt vermoed dat de Romeinse Rijnvloot aan deze kant van het kanaal een vlootbasis had. Een precieze locatie is nog niet gevonden. In 1933 had de archeoloog Jan Hendrik Holwerda aan de Hoogwerf (opgraving "Naaldwijk I") al een bronzen hand gevonden. Uit recentere vondsten blijkt dat rond het jaar 150 een kleine Romeinse nederzetting was ontstaan op die plek. Deze is vermoedelijk honderd jaar later weer verlaten en het lijkt erop dat de vlootbasis toen ook is ontmanteld.

### Middeleeuwen en vroegmoderne tijd

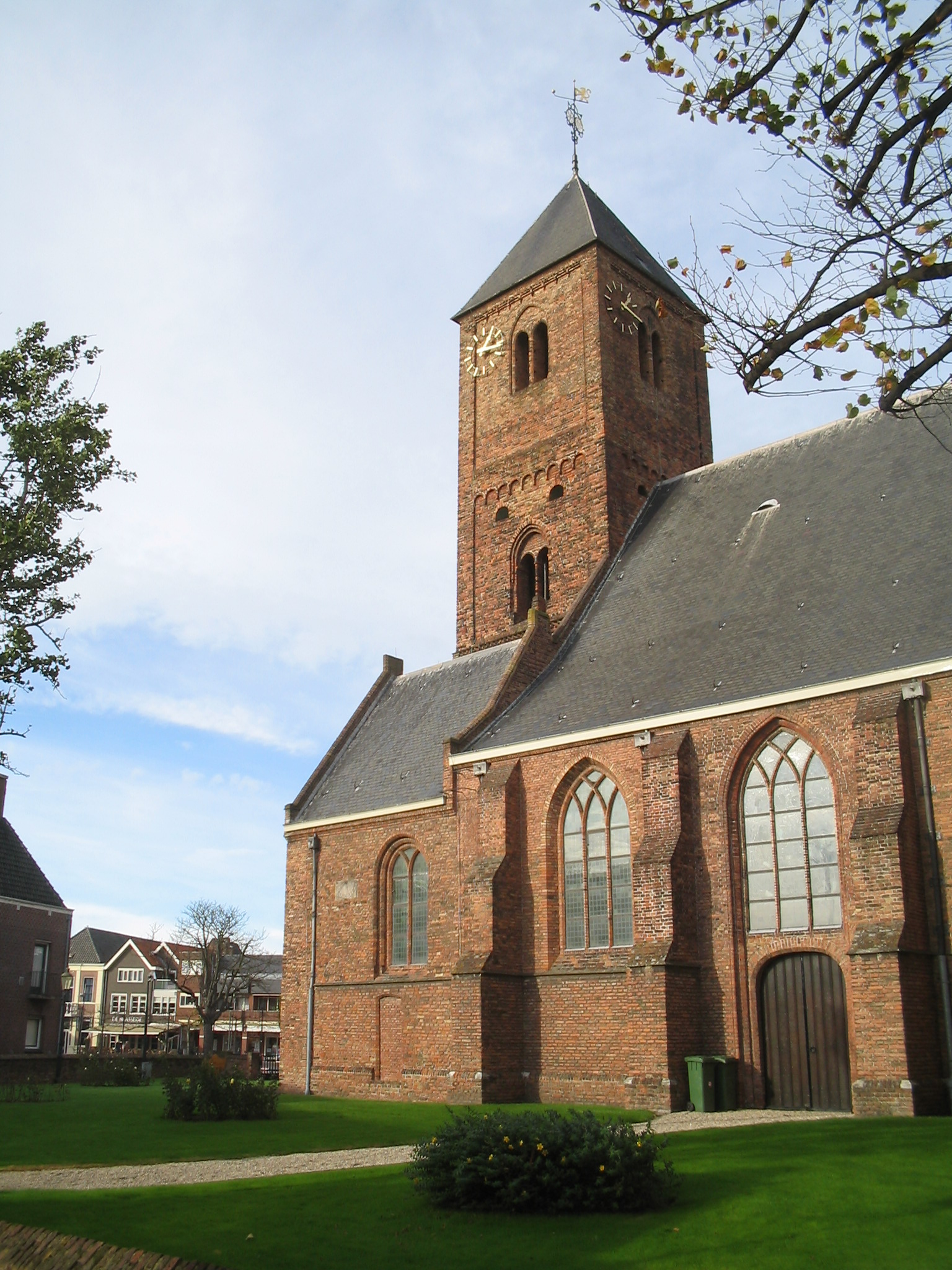
De Oude Kerk van Naaldwijk uit 1472.

De kern Naaldwijk werd voor het eerst genoemd in 1193 maar waarschijnlijk is Naaldwijk ouder. Al in 1156 was er een heer van Naaldwijk. De plaats is ontstaan op een hoger gelegen geestgrond. Uit opgravingen is gebleken dat bewoning in deze regio al lang daarvoor plaatsvond. Op een lichte verhoging ontstond in de twaalfde eeuw een houten kerkje. Deze is later vervangen door een stenen kerk. De toren stamde uit de eerste kwart van de dertiende eeuw, het dwarsschip uit het midden van de veertiende eeuw en het schip en het koor uit de eerste helft van de vijftiende eeuw. Een brand in 1472 verwoestte de kerk waarna het in een grotere vorm werd herbouwd, de Oude Kerk van Naaldwijk. In Naaldwijk bevonden zich 160 haardsteden in 1494 en dit aantal liep op tot 200 in 1514. Rond de kerk bevond zich een ommuurd kerkhof met bomen beplant. Hieromheen stond de ringvormige bebouwing. Achter de kerk stond een kapel die tot het Heilige Geesthofje behoorde, gesticht in 1496 door Hendrik van Naaldwijk. Het hofje was in 1625 uitgebreid door Frederik Hendrik van Oranje.
In 1632 bevatte Naaldwijk 135 huizen. In dit jaar is ook het raadhuis op het marktplein gebouwd. Dit werd in 1688 verbouwd. De markt had tot in de zeventiende eeuw een plek waar zeevis verkocht werd, de zogenaamde visbanken. In 1629 werd de pomp op de markt geplaatst. Aan de Herenstraat stonden ooit drie herbergen waarvan een gebouw nog steeds bestaat: Torenburg.
Patijnenburg was een buitenplaats van een rijke stedeling dat voor het eerst genoemd werd in 1638. Het lag tegenover de hervormde kerk aan de zijde van 's-Gravenzande. De buitenplaats werd meermaals verfraaid en versierd. In 1799 werd het perceel verkocht en opgedeeld. Momenteel zijn er geen overblijfselen meer van.

### Moderne tijd
In 1790 werd een katholieke kerk aan de noordzijde van het dorp, aan de Dijkweg, gebouwd. Deze kerk werd in 1871 vervangen door een kerk (1871) die in 1935 is gesloopt. Aan de overkant stond de korenmolen. Achter de katholieke kerk was vanaf 1828 het katholieke kerkhof. In 1982 sloot de begraafplaats. Ten westen van Naaldwijk aan de Geestweg verrees in 1865 een algemene begraafplaats die een begraafplaats aan de Dijkweg verving. Een Joodse begraafplaats uit 1794 ligt aan de Opstalweg. De Joodse gemeenschap gebruikte de kapel van het Heilige Geesthofje van 1807 tot 1920 als synagoge.

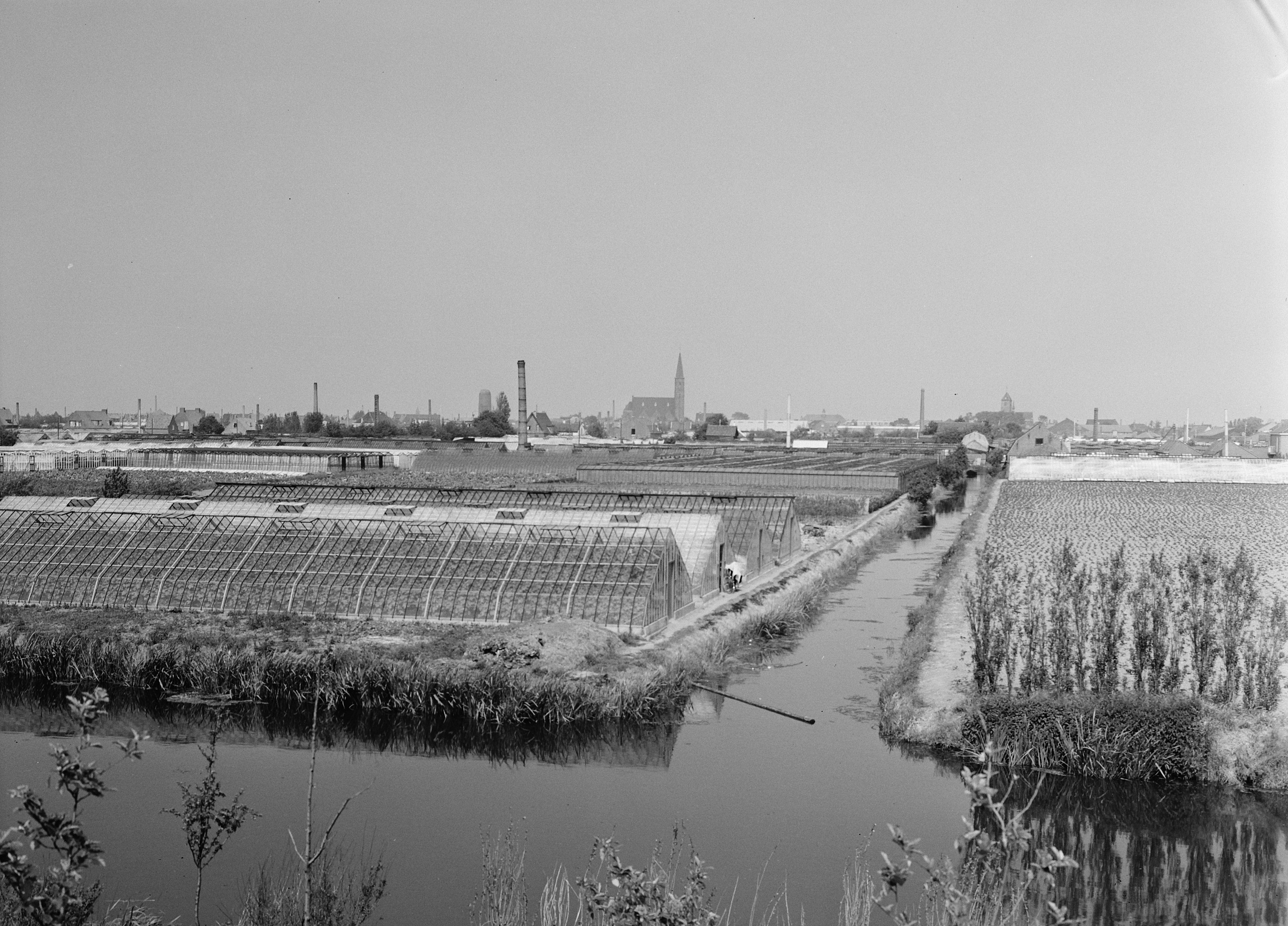
Tuinbouw rond Naaldwijk, 1958, met op de achtergrond de Sint-Adrianuskerk uit 1931.

Tegen 1850 was de tuinbouw de belangrijkste bedrijfstak in Naaldwijk. Ook landbouw was een belangrijk middel van bestaan. De gemeente telde dat jaar ongeveer 3700 inwoners. De kom Naaldwijk bevatte in 1846 222 huizen die voornamelijk geconcentreerd waren langs de Herenstraat, Molenstraat, rondom de Hervormde kerk en langs de 's-Gravenzandseweg. Dicht bij het marktplein was een haven die 'de Vaart' werd genoemd. Naaldwijk kreeg in 1883 aansluiting op het tramnetwerk van de Westlandsche Stoomtramweg Maatschappij. De lijn ging van Naaldwijk via Poeldijk naar Den Haag. Tussen 1905 en 1913 werd de tramlijn om het dorp doorgetrokken via Westerlee naar Maassluis en Delft en werd een nieuw tramstation gebouwd. In 1968 verdween de rails, maar het gebouw is behouden. Tussen Naaldwijk en Westerlee is de oude trambaan gedeeltelijk fietspad geworden. In 1896 vestigde zich in Naaldwijk de Rijks Middelbare Tuinbouwschool en vier jaar later werd ook het Proefstation van het Zuid-Hollands Glasdistrict aan de 's-Gravenzandseweg opgericht. In de jaren twintig verhuisde het naar de Zuidweg.
De eerste groenteveiling van Naaldwijk werd in 1890 gehouden op de eerst verdieping van hotel Torenburg. Tien jaar later werd een nieuw gebouw betrokken aan de haven. Deze bleek al snel te klein en in 1909 werd een nieuw veilinggebouw in gebruik genomen aan het Zuideinde en langs de tramlijn. Ook deze werd snel te klein en in 1926 verrees een nieuw veilingcomplex aan de 's-Gravenzandseweg. Deze bleef als veiling in gebruik tot 1972 toen de leden zich aansloten bij veiling Westland Zuid en veiling Westerlee.
Het aantal inwoners groeide vanaf 1900 flink, voornamelijk door de groei van de tuinbouw. Woningen in het noordoosten van de kern en de wijk Kruisbroek werden gebouwd om in de vraag van woningen te voorzien. De oude katholieke kerk werd in 1931 vervangen door een nieuwe kerk (1931). De korenmolen werd in 1921 gesloopt en de haven in 1925 gedempt.
Na de Tweede Wereldoorlog werd de bouw van woningen voortgezet in oostelijke richting en in mindere mate in westelijke richting. In oostelijke richting werd in de jaren vijftig en zestig van de twintigste eeuw gebouwd tussen de Pijletuinenweg en Kruisbroekweg en in westelijke richting tussen Geestweg en Grote Woerdlaan. In latere jaren verrezen de wijken Opstal, Galgeblok en Pijletuinen.

## Wijken en buurten
- Galgenblok
- Opstal
- Woerdblok (Waterwijk, Zandstrand, Zandheuvel, Waterrijk)
- Pijletuinen
- Kruisbroek
- Geestcomplex
- Hoogeland
- Floriëndaal

## Bezienswaardigheden
- St. Adrianuskerk
- Heilige Geesthofje uit de 15e eeuw met bijbehorende kapel uit de 17e eeuw
- Oude raadhuis uit 1561
- Oude Kerk, een gotische kruiskerk met romaanse toren (13e eeuw) en met laat-gotische koorhek (16e eeuw) en orgel uit 1836
- Tramstation
- Watertoren
- Winkelcentrum De Tuinen

## Activiteiten

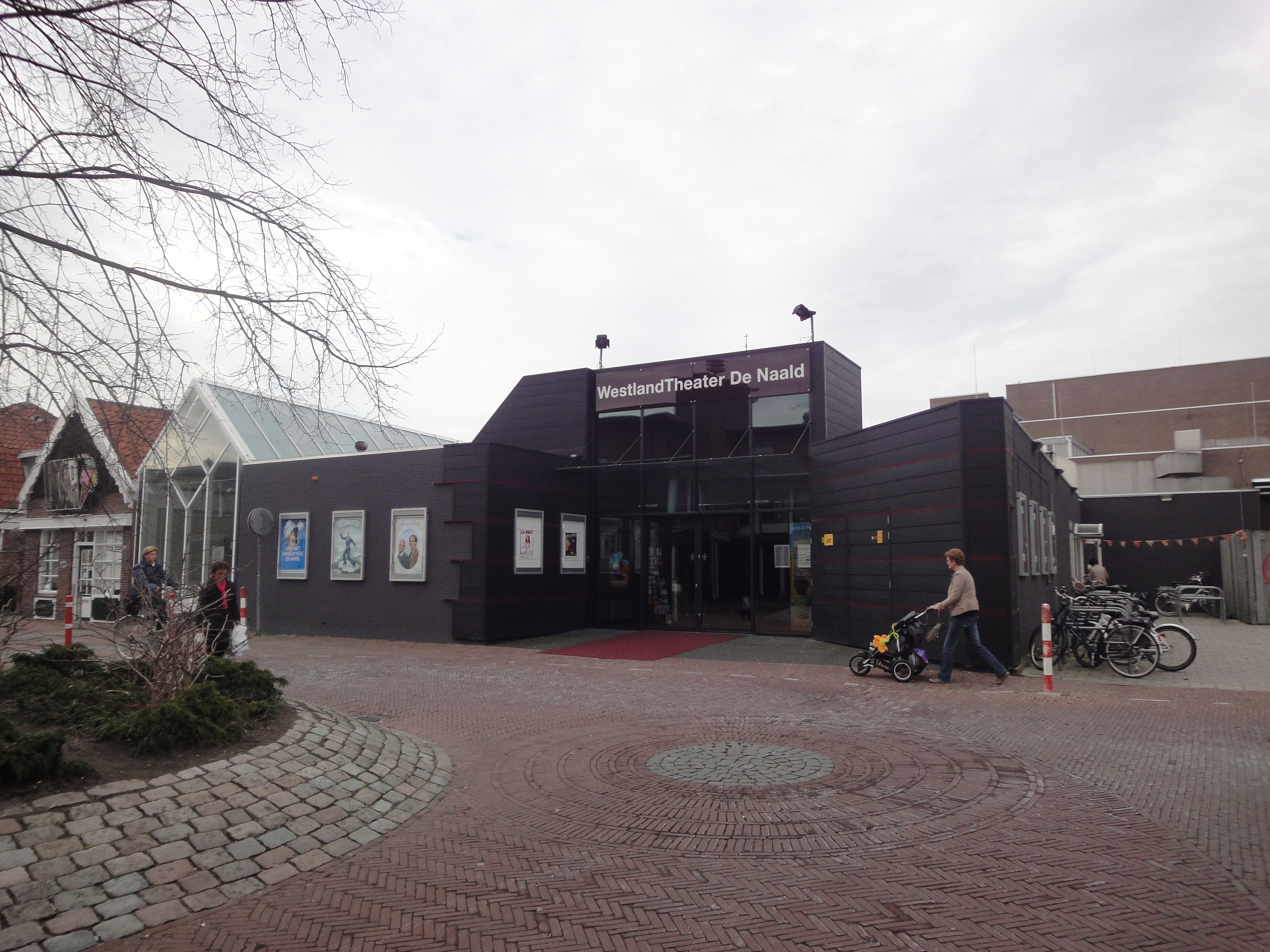
De Naald

- Bioscoop en theater De Naald
- Discotheek 't Teejater

## Verkeer en vervoer
Naaldwijk heeft geen spoorwegstation. Er zijn geen autosnelwegen die de plaats aandoen. De N213 geeft verbinding tot de A20 richting Rotterdam en de N222 geeft verbinding tot de A4 richting Utrecht en Amsterdam.
Wel is er in Naaldwijk een busstation aan de Verdilaan. Hier komen de buslijnen 30, 34, 455 en 456 minstens 1 keer in het halfuur samen. Vanaf dit busstation kan naar alle plaatsen in het Westland gereden worden.

## Geboren in Naaldwijk
- Anton van Teijn (1863-1943), schilder
- Pieter Herman van der Trappen (1895-1953), ingenieur en officier
- Leendert Valstar (1908-1944), verzetsstrijder en medeoprichter van de Landelijke Knokploegen
- Jan Vermaat (1939-2022), kunstenaar
- Wil van den Bos (1940-2019), politicus; was burgemeester van Wateringen
- Teun van Dijk (1943), tekstwetenschapper
- Joke van der Meer (1943), staatsraad en voormalig lid Eerste Kamer
- Nico Zwinkels (1945-2025), tv-presentator
- Koos van der Knaap (1950), acteur
- Jack Middelburg (1952-1984), motorcoureur
- Folkert Jensma (1957), journalist
- Arco Hofland (1958), burgemeester van Rijssen-Holten
- René Lievaart (1973), voetballer
- Guus Vogels (1975), hockeyer
- Maik Kuivenhoven (25 september 1988), darter
- Anneliese van der Pol (1984), Nederlands-Amerikaanse actrice en zangeres
- Mandy van den Berg (1990), voetbalster
- Lara van Ruijven (1992-2020), shorttrackster

## Trivia
- De Nederlandse koning voert de titel Heer van Naaldwijk. Zie Titels van de Nederlandse koninklijke familie.

## Galerij

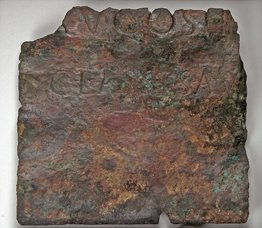
Bronzen Romeinse plaat uit de eerste eeuw
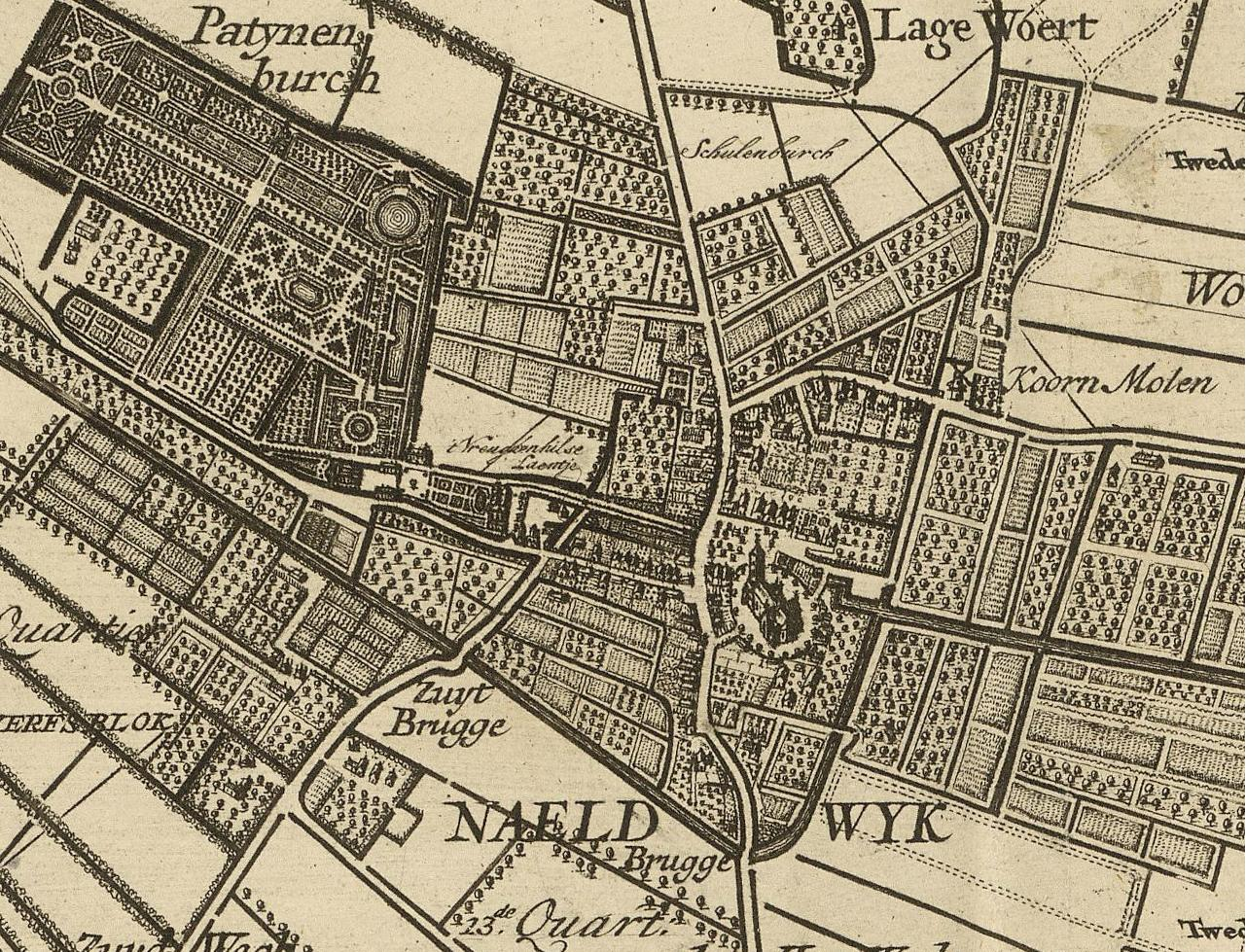
Naaldwijk op een kaart uit 1712
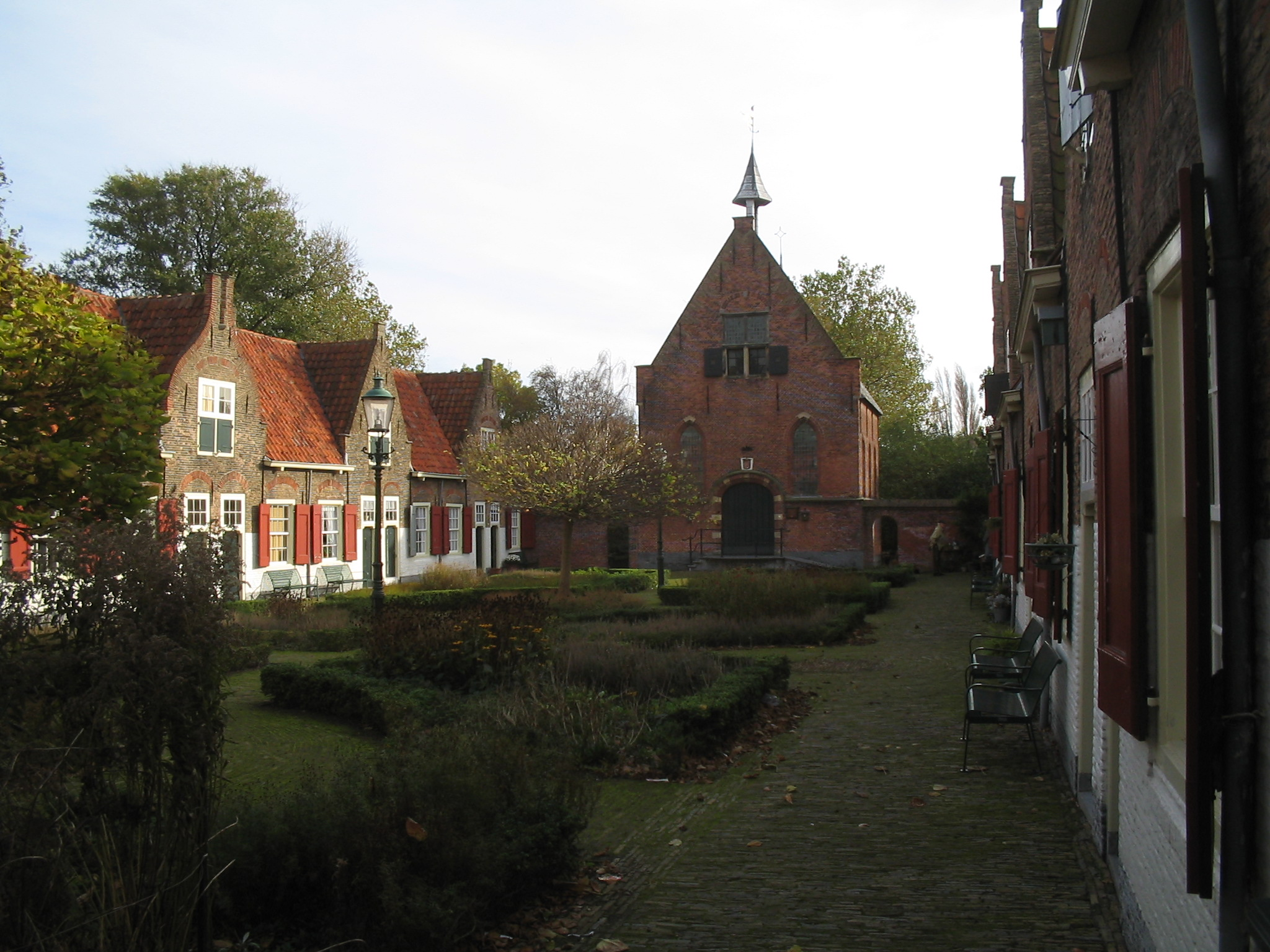
Heilige geesthof
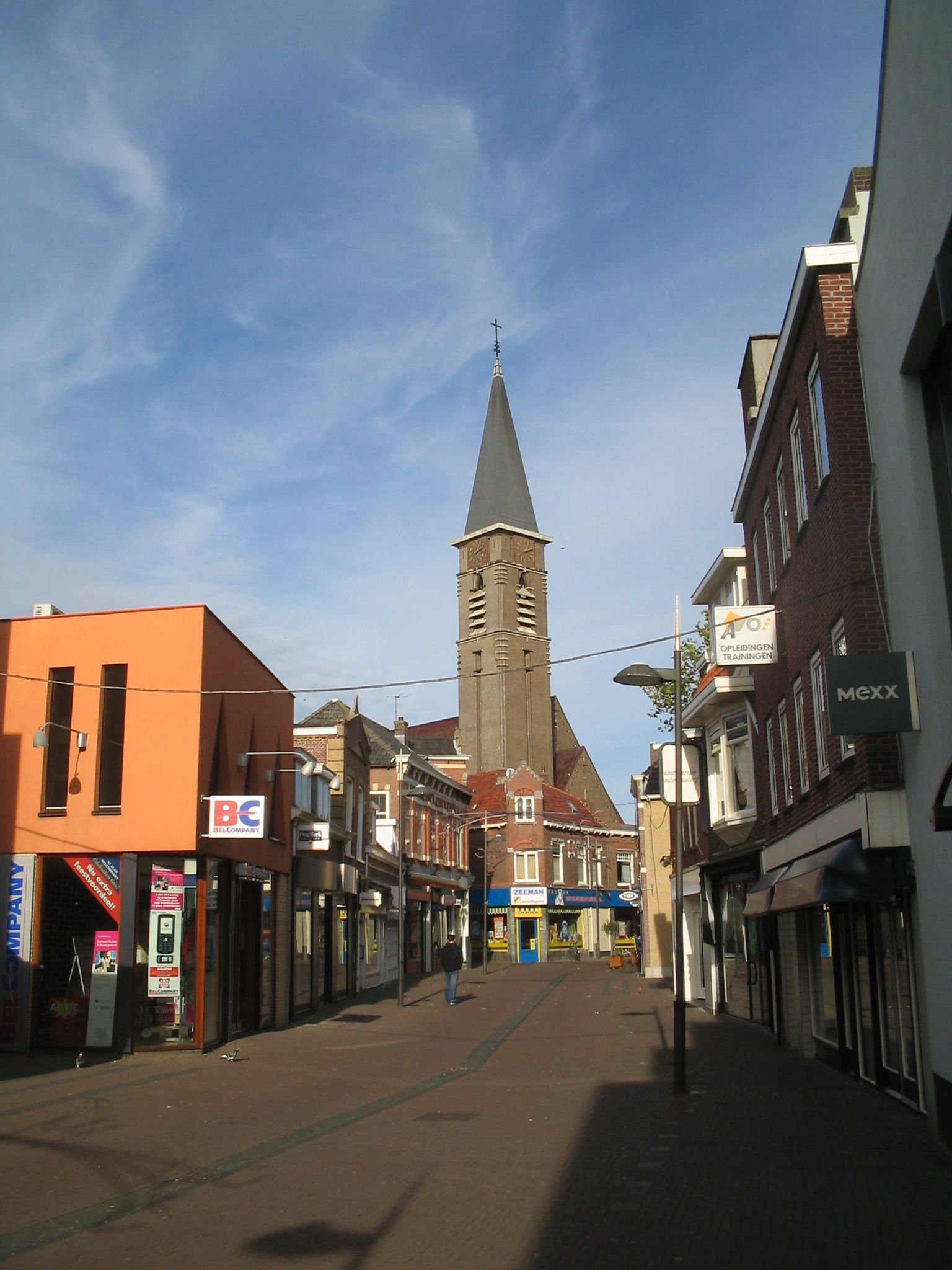
Centrum met Sint-Adrianuskerk
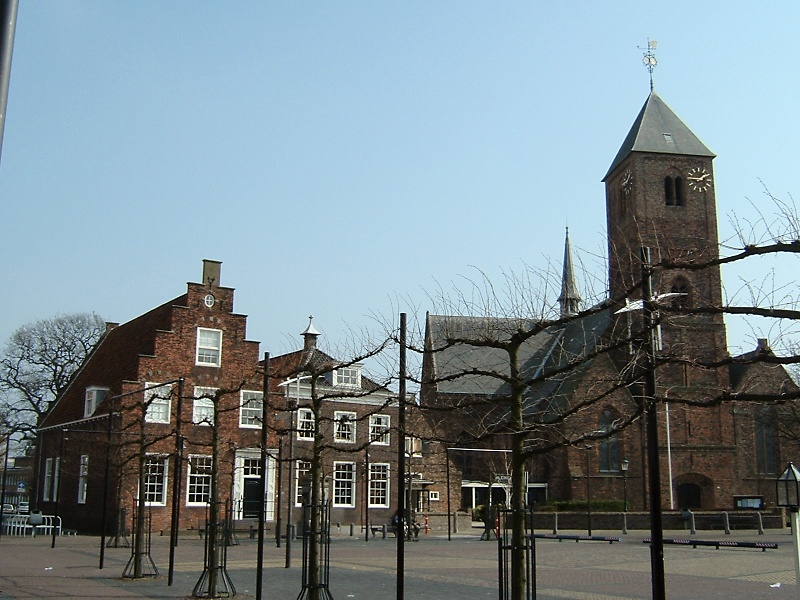
Wilhelminaplein
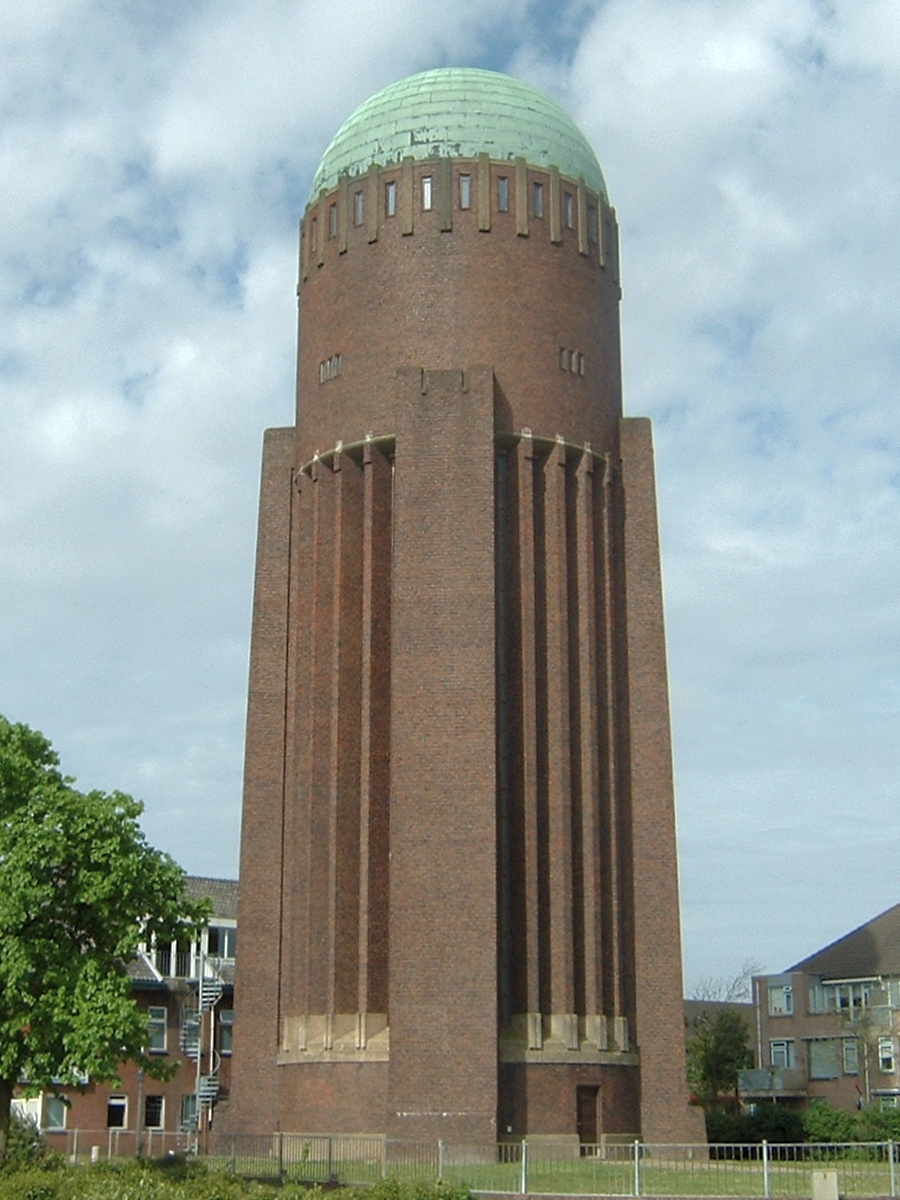
Watertoren. Er zijn plannen om een appartementencomplex in de voormalige watertoren te vestigen.
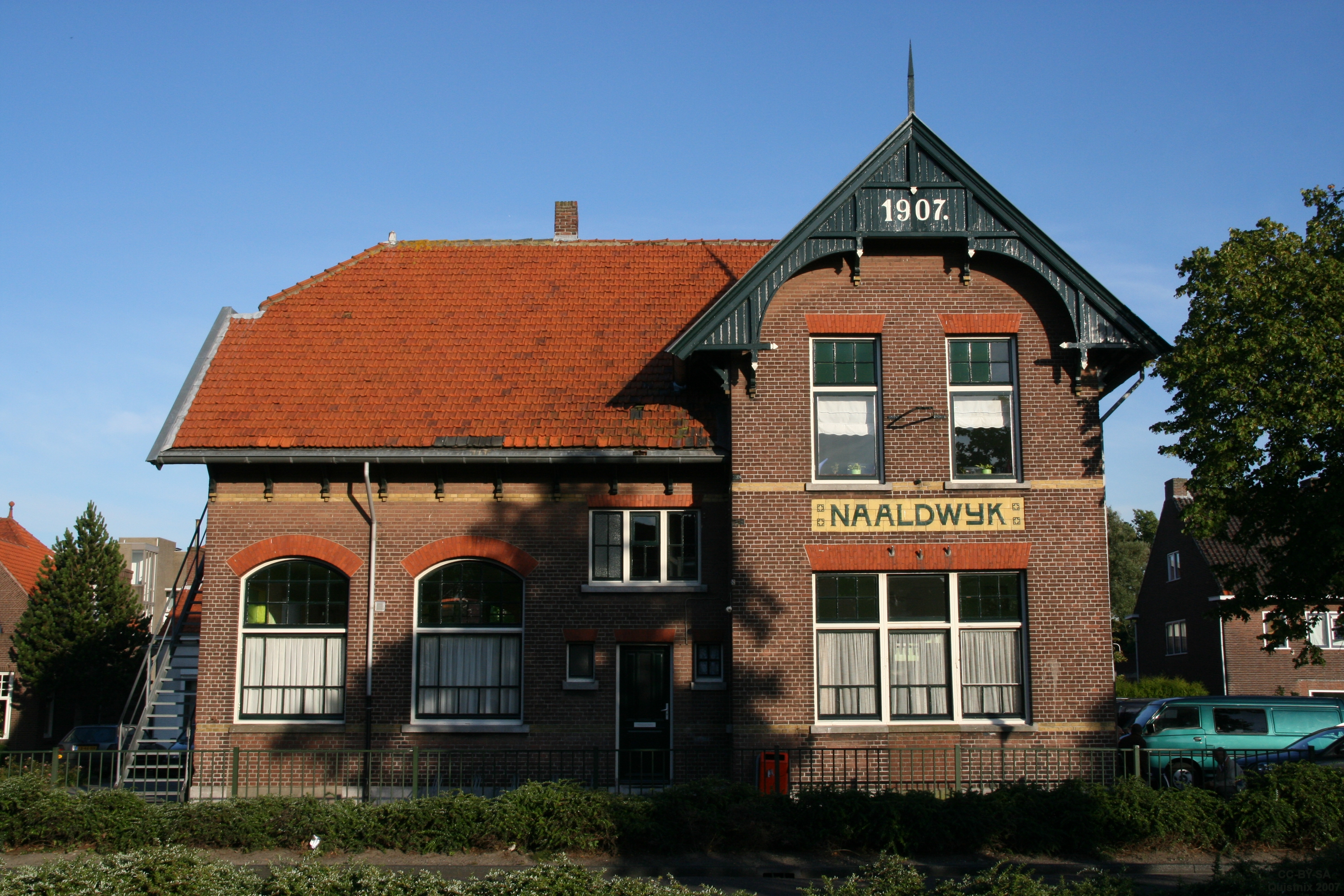
Voormalig WSM-station, dat als laatste dienstdeed als een Marokkaans gebedshuis. Inmiddels beschikt de Marokkaanse vereniging over een eigen gebouw dat dienstdoet als moskee.
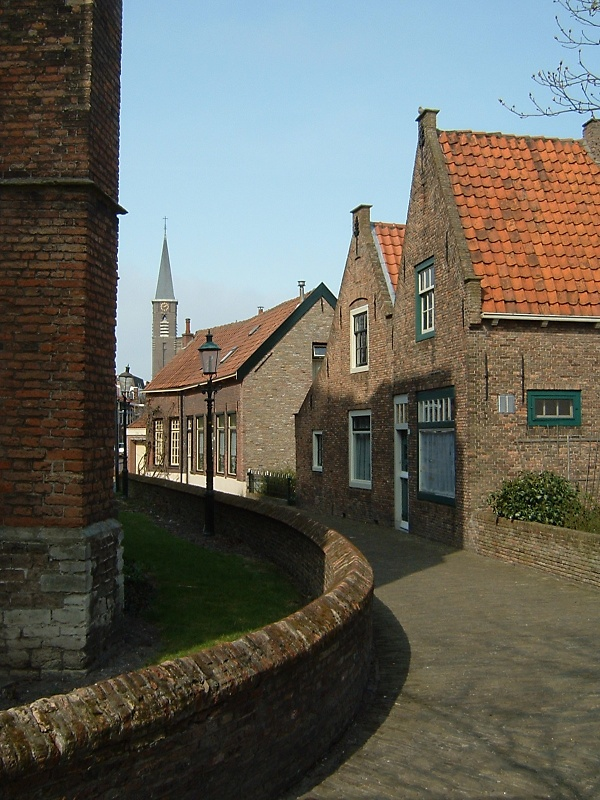
Kerkstraat
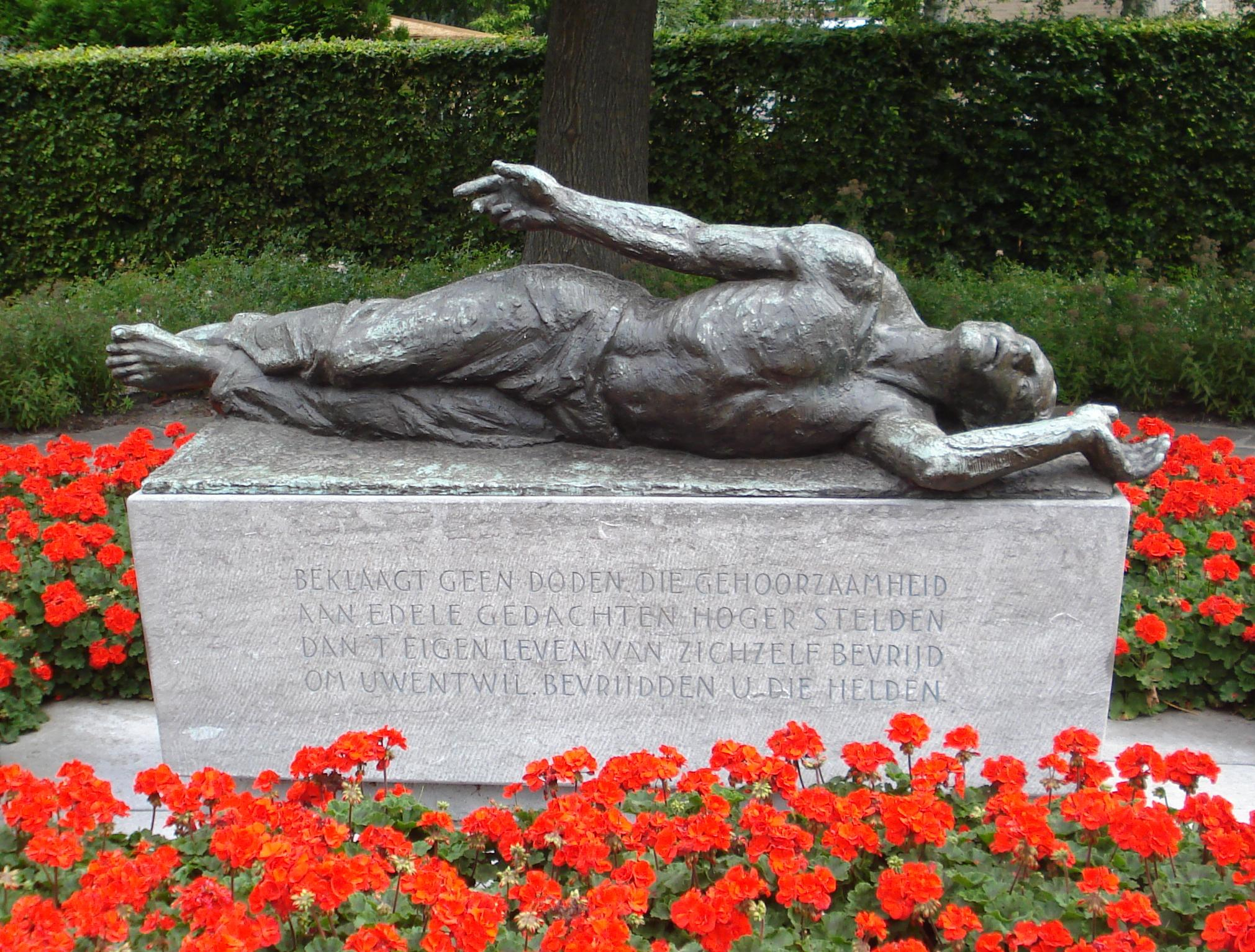
Monument voor de Gevallenen van Mari Andriessen